# مارك بوير
مارك بوير (بالإنجليزية: Mark Boyer)‏ هو لاعب كرة قدم أمريكية أمريكي، ولد في 16 سبتمبر 1962 في شاطئ هنتنغتون في الولايات المتحدة.